# 금위대

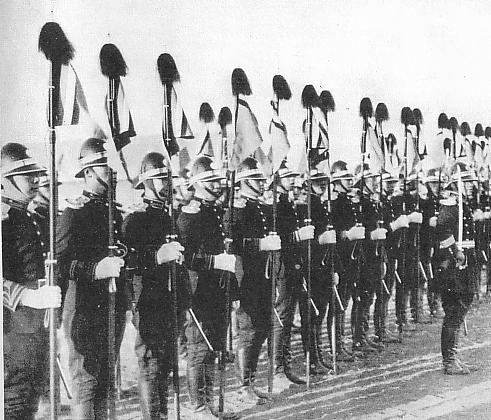
금위대

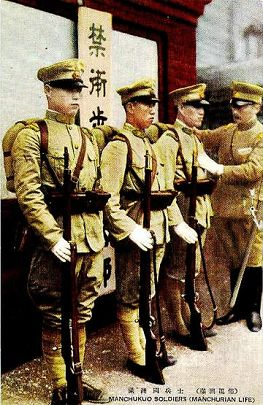
금위대

만주국 금위대(滿洲國 禁衛隊, 영어: Manchukuo Imperial Guards) 또는 줄여서 금위대(禁衛隊)는 1933년 창설된 만주국군소속 친위대이다. 만주국 황제 푸이와 만주국 정부의 고위 인사를 경호하는 임무를 맡았다.

## 개요
만주국 건국 직후, 집정 푸이는 몽골인으로 구성된 약 300명의 호군(護軍)을 조직하여 친위대로 삼았다. 또한, 만주국군으로부터도 병사를 파견시켜 익위군(翊衛軍)이라고 명명해 호위하게 하였다. 1934년(강덕 원년) 호군은 궁내부에 편입되어 황궁 경찰이 되었고, 익위군은 금위보병단으로 개편되었다. 금위보병단의 인원은 415명이었다. 1936년(강덕 3년) 기병과 예포 포병이 더해져 금위대가 되었다. 1941년(강덕 8년) 사령부가 설치되었다. 푸이의 남동생인 푸제는 금위대 보병 제3연연장(連連長, 연대장)이었다. 만주국 금위대는 비적 토벌이나 반란군의 진압에 참여하였다.

## 같이 보기
- 강방함대
- 비행대